# Triclistus pallipes
Triclistus pallipes är en stekelart som beskrevs av Holmgren 1873. Triclistus pallipes ingår i släktet Triclistus och familjen brokparasitsteklar. Arten är reproducerande i Sverige. Inga underarter finns listade i Catalogue of Life.